# Mohay András
Mohay András (Budapest, 1978. – Nagyút mellett, 2014. július 27.) magyar dobos, dzsesszzenész.

## Élete
A X. kerület állami zeneiskolában kezdte zenei tanulmányait klasszikus ütőhangszer szakon. A középiskola mellett a Magyar Zeneművészek és Táncművészek Szakszervezete zenei stúdiójában tanult dzsesszdobolást Jávori Vilmostól. Érettségi után a Liszt Ferenc Zeneművészeti Egyetem jazzdob tanszakán folytatta, ahol olyan neves tanárai voltak, mint Kőszegi Imre vagy Nesztor Iván. 2003-ban diplomázott. 
Számos hazai és külföldi dzsesszzenésszel játszott együtt. Többek között  Szakcsi Lakatos Bélával, Vukán Györggyel, Oláh Kálmánnal, Tony Lakatossal, Chico Freemannel, Erik Truffazzal, Rosario Giulianival, Peter Kinggel. Dolgozott a Bolla Quartettel, a Budapest Jazz Orchestrával, továbbá Tűzkő Csaba szeptettjével.

## Halála
2014. július 27-én éjjel Debrecenből tartott haza zenésztársaival az M3-as autópályán Budapestre, amikor előttük egy autós valószínűleg elütött egy rókát. Emiatt beleszaladt a szalagkorlátba és a belső sávban állt meg. Mohay András társaival megállt és megpróbáltak segíteni, letolni a sérült autót. Ekkor ért a helyszínre a zenekar másik kisbusza, amely már nem tudott időben megállni és beléjük rohant. Mohay András azonnal meghalt.